# Newton (Suffolk)
Newton (auch: Newton Green) ist ein Dorf und civil parish im District Babergh in der Grafschaft Suffolk, England. Im Jahr 2001 hatte es eine Bevölkerung von 497.